# Angara
Angara (rus. Ангара́ (река)) este un afluent al fluviului Enisei, situat în Siberia de vest Rusia.

## Cursul râului
Angara provine din „Angara superioară” care are cca. 350 de km lungime și izvorăște din Platoul Stanovoi (3073 m) de unde curge spre vest prin Republica buriată și se varsă printr-o deltă largă mlăștinoasă în partea nordică a lacului Baikal. Angara superioară cu un debit de 263 m³/s, este parțial navigabil fiind unul dintre cei mai importanți afluenți din cele 336 de ape curgătoare care se varsă în Baikal. Angara care are un debit de 2.071 m³/s curge din Baikal în capătul sud-vestic al lacului la 600 km distanță de locul de vărsare a Angarei superioare în lac. Cu toate că are un debit mare Angara ar avea nevoie de 400 de ani să poată goli lacul Baikal. Fluviul are cursul în direcția nord-vest, alimentează lacul de acumulare Irkutsk care se află la nord de orașul cu același nume, primește apele râului Irkut (488 km), traversează localitatea Angarsk. La câțiva kilometri la nord de Angarsk alimentează barajul Bratsk unde primește apele râului Oka și traversează taiga din Munții centrali ai Siberiei (1.701 m), după orașul Bratsk fluviul devine navigabil.
Traversează în continuare barajul Ust-Ilimsker și primește apele repezi a râului „Tunguska Superioară”, urmat de afluentul Taseyeva, vărsându-se lângă Strelka la 250 km nord de Krasnoiarsk în Enisei care se va vărsa la rândul lui în Marea Polară.